# Tillandsia chiapensis
Tillandsia chiapensis es una especie de planta epífita dentro del género  Tillandsia, perteneciente a la  familia de las bromeliáceas.  

## Descripción
Son planta epífitas que alcanzan un tamaño de 35 cm en flor, acaules. Hojas de 30-35 cm; vainas 4.2-4.5 cm de ancho, castaño pálido a pardo-ferrugíneas, densamente tomentoso-lepidotas; láminas 1.8-2.5 cm de ancho, densamente cinéreo tomentoso-lepidotas, triangulares, atenuadas, involutas distalmente. Escapo ascendente a ligeramente decurvado, más corto que las hojas; brácteas más largas que los entrenudos, vaginiformes. Inflorescencia simple, raramente compuesta, suberecta, decumbente después de la antesis; espiga c. 19 cm, con 19 flores. Brácteas florales 4.4-4.6 cm, mucho más largas que los sépalos, imbricadas a casi imbricadas, divergentes a subpatentes, densamente patente a subadpreso cinéreo tomentoso-lepidotas, subcoriáceas. Flores sésiles o con pedicelos hasta 1.5 mm; sépalos 1.5-1.8 cm, inconspicuamente nervados, cartáceos a coriáceos, glabros, los 2 posteriores carinados y connatos por 0.2-0.4 cm, libres del sépalo anterior ecarinado; pétalos azul-violeta.

## Distribución y hábitat
Se encuentra en matorrales espinosos, selvas caducifolias a una altitud de 600 m en México.

## Cultivares
- Tillandsia 'Madre'
- Tillandsia 'Majestic'
- Tillandsia 'Padre'
- Tillandsia 'Silver Trinket'
- Tillandsia 'Silverado'

## Taxonomía
Tillandsia chiapensis fue descrita por C.S.Gardner y publicado en Selbyana 2: 338–339, f. 1. 1978.
Etimología
Tillandsia: nombre genérico que fue nombrado por Carlos Linneo en 1738 en honor al médico y botánico finlandés Dr. Elias Tillandz (originalmente Tillander) (1640-1693).
chiapensis: epíteto geográfico que alude a su localización en Chiapas.